# Хонинов, Михаил Ванькаевич
Михаил Ванькаевич Хони́нов (калм. Хоньна Михаил; 1 января 1919, Цаган-Нур, Астраханская губерния — 22 сентября 1981, Элиста) — калмыцкий советский поэт, прозаик, драматург, переводчик, общественный деятель, участник Великой Отечественной войны, участник партизанского движения в Белоруссии.

## Биография
Родился 1 января 1919 года в пос. Цаган-Нур Малодербетовского улуса Астраханской губернии в семье батрака. После начальной Цаган-Нурской школы окончил 7 классов Малодербетовской школы крестьянской молодёжи в 1934 году.
В 1934—1936 гг. обучался в Астрахани на актёрском отделении Калмыцкого техникума искусств, после окончания которого с ноября 1936 года по октябрь 1939 года работал в Калмыцком государственном драматическом театре в Элисте. Одновременно работал первым диктором Калмыцкого радиовещания, вёл передачи на калмыцком и русском языках. Окончил Астраханский техникум искусств (1936), Литературный институт им. А. М. Горького (1974).
14 октября 1939 года Михаил Хонинов был призван в Красную Армию из Элисты. Служил в Забайкальском военном округе в 646-м стрелковом полку 152-й стрелковой дивизии, в 1941 году закончил Сретинское военно-пехотное училище в звании младшего лейтенанта.
10 июля 1941 года, командуя стрелковым взводом в районе города Демидов Смоленской области, вступил в сражение с немецкими войсками. В бою был ранен и укрывался у местных крестьян. С августа 1941 года по июль 1944 года сражался в рядах партизанской группы в Смоленской области, затем — в Белоруссии.
В Белоруссии Михаила Хонинова знали под боевым именем Миша Чёрный. Обезвредил около трёхсот карателей и полицаев. За голову Михаила Чёрного оккупанты давали 10000 оккупационных марок. Сохранил связи с Беларусью, перевёл самое знаменитое стихотворение Янки Купалы «А хто там iдзе?».
В период депортации калмыцкого народа Михаил Хонинов находился в Красноярском, а затем в Алтайском крае.
Вернувшись на родину, Михаил Хонинов с августа 1957 года по 18 сентября 1958 года работал диктором Калмыцкого радиовещания при Совете Министров Калмыцкой АССР. Затем был назначен директором Калмыцкого государственного драматического театра (19 сентября 1958 г. — февраль 1962 г.)
21 июня 1961 г. был принят в Союз писателей СССР. С марта 1962 г. по август 1967 г. работал литературным консультантом Союза писателей Калмыкии.
Учился на Высших Литературных курсах при Литературном институте им. А. М. Горького с 1 сентября 1967 г. по 30 июня 1969 г., затем заочно окончил этот институт в 1975 году.
С апреля 1969 г. Хонинов был внештатным корреспондентом всесоюзных журналов «Крокодил» и «Огонёк», республиканской газеты «Комсомолец Калмыкии».
Последнее место работы М. В. Хонинова — директор Калмыцкого краеведческого музея им. Н. Н. Пальмова (с мая 1970 по ноябрь 1971).

## Творчество
В 1959 году совместно с драматургом Бадмой Эрдниевым написал драму «Цаһан Сар» («Белый Месяц»), посвящённую 350-летию добровольного вхождения калмыков в состав Российского государства.
В 1960 году в Элисте вышла первая книга стихов М. Хонинова «Байрин дуд» («Песни радости»).

## Награды
- Орден Боевого Красного Знамени (22 июня 1949);
- Орден Дружбы народов (2 января 1979).
- Почётный гражданин города Березино[3]

## Память
- В январе 1994 г. на доме, где в последнее время жил писатель (г. Элиста, ул. Революционная — ныне Илишкина, д. 10), к 75-летию со дня рождения была установлена мемориальная доска с барельефом (скульптор Степан Ботиев, художник Василий Киштанов).
- К 80-летию со дня рождения М. В. Хонинова 30 декабря 2003 года Большецарынской средней школе № 2 Октябрьского района Республики Калмыкия присвоено имя поэта.
- Улицы в посёлках Цаган-Нур, Цаган-Аман, селе Садовое, городе Элиста (Калмыкия), городах Березино, Кличев (Белоруссия) носят имя Михаила Хонинова:
  - Улица Хонинова в Элисте.
- Земляки и родственники М. В. Хонинова 7 мая 2009 г. открыли памятник ему к 90-летию со дня рождения на родине, в Цаган-Нуре (скульптор Гаря Ванькаев).

## Список основных произведений

### На калмыцком языке
1. Байрин дуд («Песни радости»): шүлгүд болн поэмс. — Элст, 1960.
2. Мини домбр күңкнхлə («Когда звенит моя домбра»): шүлгүд болн поэмс. — Элст, 1964.
3. Ээлтə улс («Душевные люди»): келврмүд. — Элст, 1966.
4. Цаһан-нуурин айсмуд («Цаган-нурские мотивы»): шүлгүд. — Элст, 1966.
5. Шүлгүд болн поэмс («Стихи и поэмы»). — Элст, 1967.
6. Мини теегин хавр («Весна моей степи»): шүлгүд болн поэм. — Элст,1969.
7. Əрəсəн теңгр дор («Под небом России»): шүлгүд болн поэм. — Элст, 1971.
8. Эцкин һазр («Земля отца»): суңһсн шүлгүд болн поэм. — Элст, 1974.
9. Чи медхмч, смоленскин һазр («Помнишь, земля Смоленская»): роман. — Элст, 1974.
10. Шүлг мини, делгр («Стихи мои, разворачивайтесь»): шүлгүд болн поэмс. — Элст, 1976.
11. Теегин шовун тоһрун («Журавль — птица степная»): шүлгүд болн поэмс. — Элст, 1977.
12. Төрскнүрм бичə хатн! («Не стреляйте в Родину мою!»): шүлгүд, түүк. — Элст, 1978.
13. Төрскнəннь төлə («За Родину»): шүлгүд болн поэмс. — Элст, 1980.
14. Баһ насн, ханҗанав («Благодарю тебя, молодость»): шүлгүд болн поэмс. — Элст, 1981.
15. Ногтын дун («Звон колец недоуздка»): шүлгүд болн поэмс. — Элст, 1983.

### На русском языке
1. Гимн Человеку: стихи и поэма / пер. с калм. — Элиста, 1966.
2. До последней атаки: стихи / пер. с калм. — М., 1969.
3. Битва с ветром: стихи и поэма / пер. с калм. — М., 1970.
4. Всё начинается с дороги: стихи и поэма / пер. с калм. — М., 1972.
5. Хавал-бахвал: стихи / пер. с калм. — М., 1973.
6. Орлы над степью: стихи / пер. с калм. — М., 1974.
7. Миша Чёрный — это я!: док. повесть. — М., 1976.
8. Сказание о степняках-калмыках: очерки. — М., 1977.
9. Подкова: стихи и поэма / пер. с калм. — М., 1977.
10. Помнишь, земля Смоленская…: роман / авториз. пер. с калм. Ю. Карасева. — М., 1977, 1988.
11. Музыка в гривах: избранные стихи и поэмы / пер. с калм. — М., 1978.
12. Как я был конокрадом: стихи, рассказ. — М., 1979.
13. Ковыль: стихи и поэмы. — М., 1979.
14. Орлица: стихотворения и поэмы / пер. с калм. — М., 1981.
15. Исповедь: стихи и поэмы / пер. с калм. — М., 1981.
16. Сражение продолжается: док. повесть, очерки. — Элиста, 1991.
17. Час речи: стихи и поэмы / пер. с калм. — Элиста, 2002 (в соавторстве с Р. М. Ханиновой).
18. Стану красным тюльпаном; стихи, поэмы, переводы, повесть (в соавторстве с Р. М. Ханиновой). — Элиста, 2010.